# Karlovy Vary-i kerület
Koordináták: é. sz. 50° 10′ 50″, k. h. 12° 44′ 59″50.180556°N 12.749722°E
Karlovy Vary-i kerület (csehül Karlovarský kraj) közigazgatási egység Csehország nyugati részén. Székhelye Karlovy Vary. Lakosainak száma 304 644 fő (2005).
Északkeletről az óramutató járásával megegyező irányban az Ústí nad Labem-i kerület, a Közép-Csehországi kerület és a Plzeňi kerület határolja. Nyugati határán Németországgal szomszédos.

## Járások
2005. január 1-jétől, a legutóbbi kerülethatár-módosítás óta a területe 3314 km², melyen 3 járás osztozik:
| Név (Cseh név)                            | Jel | Székhely     | Népesség (fő) | Terület (km²) | Népsűrűség (fő/km²) | Községek száma |
| ----------------------------------------- | --- | ------------ | ------------- | ------------- | ------------------- | -------------- |
| Chebi járás (Okres Cheb)                  | CH  | Cheb         | 95 424        | 1 045,94      | 91                  | 40             |
| Karlovy Vary-i járás (Okres Karlovy Vary) | KV  | Karlovy Vary | 119 499       | 1 514,95      | 79                  | 53             |
| Sokolovi járás (Okres Sokolov)            | SO  | Sokolov      | 93 052        | 753,60        | 123                 | 38             |

## Legnagyobb települések

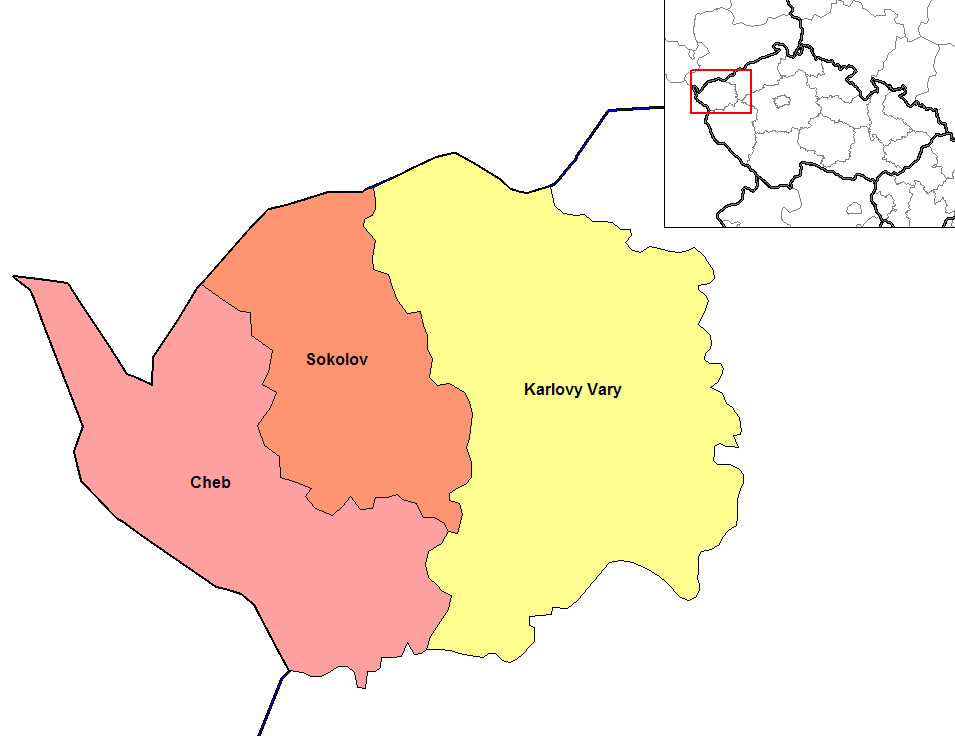
A Karlovy Vary-i kerület járásai

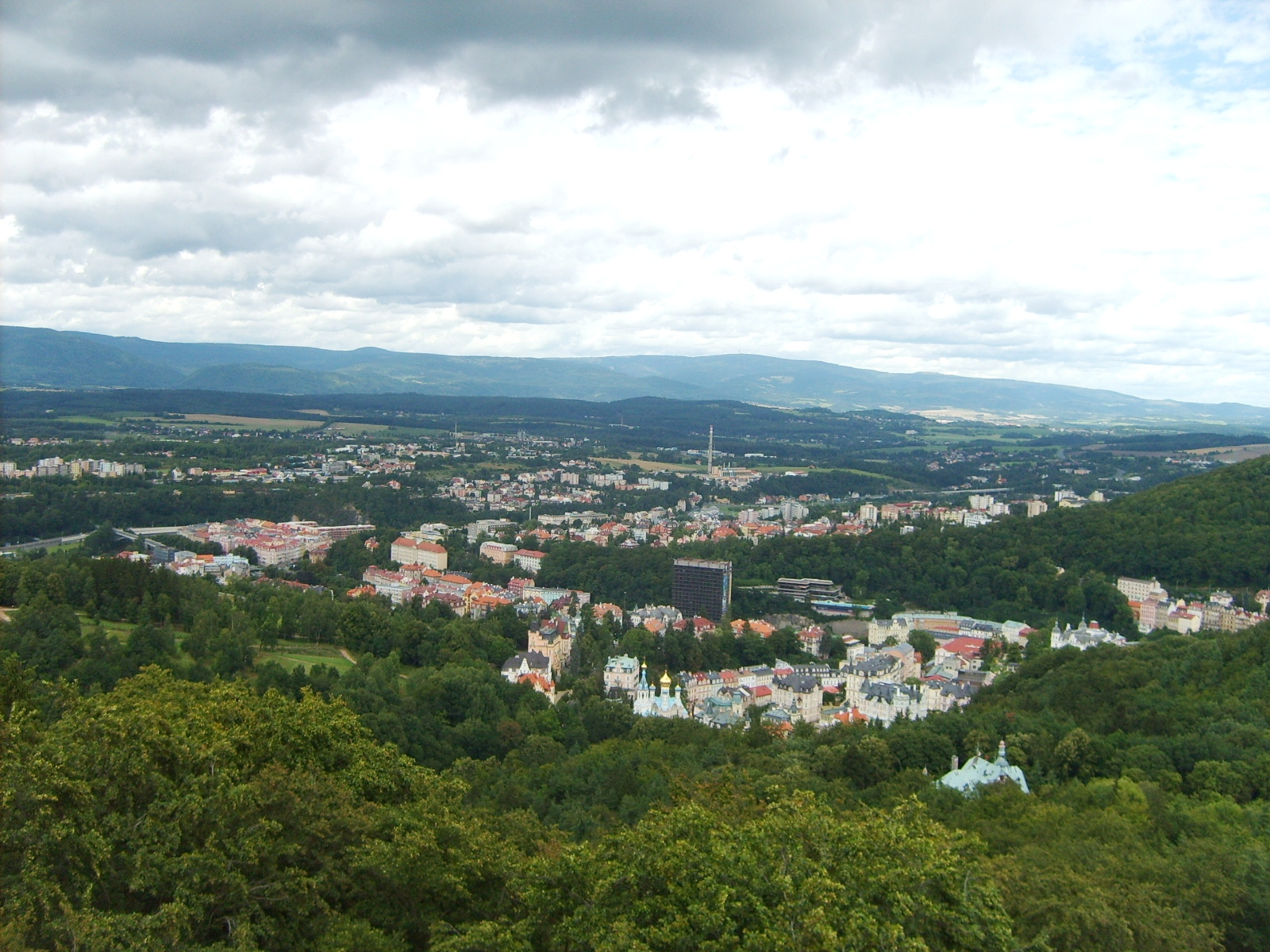
Karlovy Vary

| Név               | Lakosság (fő, 2005. december 31.) |
| ----------------- | --------------------------------- |
| Karlovy Vary      | 50.893                            |
| Cheb              | 33.681                            |
| Sokolov           | 24.579                            |
| Ostrov            | 17.111                            |
| Chodov            | 14.433                            |
| Mariánské Lázně   | 14.026                            |
| Aš                | 12.840                            |
| Nejdek            | 8.479                             |
| Kraslice          | 7.204                             |
| Horní Slavkov     | 5.761                             |
| Františkovy Lázně | 5.456                             |
| Habartov          | 5.319                             |
| Kynšperk nad Ohří | 5.074                             |

## Fordítás
- Ez a szócikk részben vagy egészben  a   Karlovy Vary Region című angol Wikipédia-szócikk ezen változatának fordításán alapul.  Az eredeti cikk szerkesztőit annak laptörténete sorolja fel. Ez a jelzés csupán a megfogalmazás eredetét és a szerzői jogokat jelzi, nem szolgál a cikkben szereplő információk forrásmegjelöléseként.
- Ez a szócikk részben vagy egészben  a   Karlovarský kraj című cseh Wikipédia-szócikk ezen változatának fordításán alapul.  Az eredeti cikk szerkesztőit annak laptörténete sorolja fel. Ez a jelzés csupán a megfogalmazás eredetét és a szerzői jogokat jelzi, nem szolgál a cikkben szereplő információk forrásmegjelöléseként.